# 피에르 플랑타르
피에르 플랑타르(Pierre Plantard, Pierre Athanase Marie Plantard, 1920년 3월 18일 - 2000년 2월 3일)는 프랑스의 아티스트, 건축가 설계 디자이너로, 스스로 메로빙거 왕조의 후손이라 주장하였다. 그의 주장은 신빙성이 없다는 견해가 강하게 제기되고 있다.
1937년 17세에 정치결사 조직을 만들어 반 셈족(anti-semitic) 반 프리메이슨(anti- masonic)을 표명하는 정기 간행물을 제작하기도 하였고, 1940년 12월 16일 페텡 장군에게 프리메이슨과 유대인의 음모에 대한 자신의 과격한 주장을 담은 편지를 보내기도 했다. 그는 1975년 자신의 성을 플랑타르 드 생클레르(Plantard de Saint-Clair)라고 개명하였다.
시온 수도회(Priory of Sion)의 후예를 자처하며 다시 시온 수도회를 결성하려 했다. 그는 자신의 족보를 제기하며 프랑스의 왕위를 요구하기까지 했는데, 그러나 일부는 날조된 것으로 확인되었다. 피에르 플랑타르는 1920년 당시 몰락한 프랑스의 하급 귀족 가문에서 태어났으며 아버지는 부유한 가정의 집사로, 어머니는 가정부와 요리사로 생활했다. 1940년대의 보고서에도 그의 어머니는 부유한 가정의 가정부, 요리사 일을 했다고 한다.

## 생애

### 젊은 시절
피에르 플랑타르는 프랑스 파리에서 하급 귀족가문의 아들로 태어났으며, 아버지는 귀족가문의 집사, 아파트와 빌라의 수위 등으로 일했고, 어머니는 가정부와 요리사로 생계를 이어갔다. 1940년대의 프랑스경찰 보고서에서 유복한 가족에 요리사로 묘사된다.
1937년 17세에 프랑스의 비치(vichy)에서 그는 신비적인 초국가주의자 협회를 만들기 시작했는데 반유태주의와 반(半) 석공술을 연마하는 단체였으며 "국가 혁명"을 지원하기 위해서였다고 하였다. 프랑스의 비시 정부 육군 원수 페탱(Pétain)의 웅대한 동방 프리메이슨주의의 해체된 뒤 페텡 정권을 장악했다. 그 해부터 그는 반 셈족(anti-semitic) 반 프리메이슨(anti- masonic)을 표명하는 정기 간행물을 제작하여 배포하였다.
이어 그는 프랑스 국가 석공조합(1937년), 프랑스 국가부흥협회(1941년), 알파 갈레테스(Alpha Galates, 1942년) 등 몇개의 단체를 창립하기도 했다. 독일나치 당국은 플랑타르의 프랑스 국가 부흥협회와 알파 갈레테스 결성 허가를 거부하였다. 알파 갈레테스를 운영하면서 그는 정복하다(Vaincre)라 불리는 정기 간행물을 출판했는데, 흔히 반유태주의와 반석공기술 연마 관점을 소개했다. 알파 갈레테스 결성 시 독일 당국의 불허를 어기고 단체를 조직하여 활동하다 그는 4개월간 프라네(Fresnes) 감옥에 투옥되기도 했다. 파리 경찰청의 경부 출신 클로드 샬로트(Claude Charlot)가 CBS 뉴스 60분 기록 영화에서 말한 것은 알파 갈레테스(Alpha Galates)는 4명뿐인 정규 일원이 있었다고 했다.
1940년 12월 16일 페텡 장군에게 프리메이슨과 유대인의 음모에 대한 자신의 과격한 주장을 담은 편지를 보내기도 했다. 그의 제의는 프랑스와 독일 경찰에 의해 조사되었다. 1945년 2월 13일자의 알파 갈레테스에 대한 프랑스 경찰 보고서에 따르면 그 조직은 단지 최고 50명으로 구성되었고 한사람을 사직케 했는데, 그들은 협회 회장(Pierre Plantard)인 플랑타르를 평가하여 진지한 참가가 아니라고 이해하기도 했다.

### 시온수도회 연구 활동
1951년 플랑타르는 안네 레아 히슬러(Anne Léa Hisler, 1930–1970)와 결혼했다. 그들은 프랑스의 남동쪽에 안마스 마을에 이주했는데, 스위스와 국경선 인근이었다. 로베르 아마듀(Robert Amadou)에 따르면 1953년 그가 사기 혐의로 피소되었다는 주장을 했다. 더 신뢰할 수 있는 자료에 따르면, 그것은 성 쥘리앙 제노베(Saint-Julien-en-Genevois) 주의 하부 현에 보낸 편지공문 때문에 6개월 형을 받았는데, 다른 범죄에 관한 것이었다. 프랑스의 연구자들은 로베르 아마듀나 피에르 플랑타르 사이의 관련성을 논박한다.
1956년 5월 7일 플랑타르와 다른이들이 성 쥘리앙 제노베 마을에 시온 수도회 연구회를 조직하고 합법 단체로 등록하였다. 이는 제네바 인근 프랑스 국경에 가까운 안마세에 근거를 둔 시온 수도회(Priory of Sion)라 불린 새로운 집단이었다. 한편 시온 수도회의 카페 왕조, 발루아 왕조에 대한 저항과 반란에 대한 역사학자와 정치인들의 관심과 지원이 계속 이어졌고, 유적지들이 발견되자 정치인들은 안마세에서 싼값의 주택을 건설했다. 플랑타르는 지르쥣(Circuit)라는 이름의 잡지를 간행했다. 이 잡지에서 그는 시온 수도회가 "시온"은 이스라엘 땅과 그 수도 예루살렘과 관련된 명칭은 아니지만 현지의 시온 산(Montagne de Sion)의 옛 지명에 관련된 이름이라고 주장하기도 했다.
플랑타르는 렌느 샤토 지역의 유물 유적의 출토 소식을 듣고 그 지역의 땅을 사들였다. 그는 렌느샤토의 어느 숙박업소 경영자인 노엘 코부(Noel Corbu)를 통해 마을의 전설을 접하고 대규모의 발굴을 한다. 1956년 렌느 샤토(Rennes-le-Chateau) 지역에서 중세 말 비정통파 교인들이 남긴 유적이 발견되었었는데 이는 소유지의 이전 보유자, 베랑제르 소니에르(Bérenger Saunière) 신부에 의해서 이미 발견되었다가 사라진 것들로, 소니에르 신부가 1891년에 렌느 샤토 교회를 수리하는 동안 발견했던 것들이었다.
플랑타르는 1960년대 초에 다시 노엘 코부와 렌느 샤토 지역에 오래 거주한 주민들을 찾아가 만났고 그 이야기들을 수집, 일부 윤색하여 보고서를 만들었다. 그는 1891년 소니에르가 중세의 양피지 문서와 함께 보물을 발견했다는 것을 밝혔는데, 이때 플랑타르는 자신을 마지막으로 생존한 메로빙거 왕조의 계승자이자 왕위요구자라 주장했고 다고베르트 2세 왕의 자손이라고 주장했다. 로버트 리처드슨(Robert Richardson)은 수도회 문서에서 발견한 논제의 대부분을 분석했다. 예를 들어, 신성한 존재로서 국왕 또는 왕실에서 혈통의 특징, 부용의 고드프루아(Godfrey of Bouillon)의 찬양은, 과격한 전통주의자 줄리아 이올라(Julius Evola)의 아이디어에서 시작한 것이라 했다. 그러나 플랑타르의 자료나 문서에서 이올라를 어디에도 언급하지 않았다
플랑타르는 그의 친구 필립 드 세리제(Philippe de Chérisey)와 함께 일부 서류들을 날조했는데, 프랑스 잡지 Les Cahiers de l'Histoire No. 1 (1960)에 루이 쇼렐(Louis Saurel)에 의한 논설에서 실제 족보에 첨부된 플랑타르의 가족의 족보를 포함했다. 1965년과 1967년 사이에 이런 문서들은 "Dossiers Secrets"(비밀 자료)로 알려져서 파리 프랑스 국립 도서관에 배치되었다. 제3의 공모자로 의심되는 프랑스 작가 제라드 드 시드(Gérard de Sède, 1921–2004)는 그의 1967년 책 르 오드 르네(L'Orde Rennes)를 근거로 이들의 견해를 뒷받침했다. 이로 인해 시온 르네 수도회 이야기는 유명해졌다. 프랑스 작가 장 뤽 쇼멜(Jean-Luc Chaumeil), 프랭크 마리(Franck Marie), 피에르 제냑(Pierre Jarnac), 마시모 인트로제(Massimo Introvigne) 등 일부 다른 연구자들의 주장에 의하면 플랑타르와 셰리제가 1965년과 1985년 사이에 국립 도서관에 문서를 배치하여 고단수의 날조를 사전 기획했다고 한다.
장 뤽 쇼멜은 플랑타르와 세리제의 문서의 대부분을 넘겨받았다. 이런 문서들 사이에 소니에르의 양피지 문서가 있었는데 쇼멜은 2명의 전문가로 분석했었고, 약40년 정도 밖에 안되는 것으로 판단했다. 그가 또한 말하는 것은 드 세리제에 의해 서명된 육필의 문서가 있는데 양피지 문서를 "틀림없는 날조"로 단정된다며 의혹을 제기하였다.
1962년 프랑스 작가 제라르 드 시드(Gerard de Sede)와 함께 보고서 성혈과 성배와 이를 소재로 삼은 다빈치 코드 등을 비롯한 여러 예수와 메로빙거 왕조 관련 소설들의 원조라고 할 수 있는 책 'Les Templiers sont paminous'를 공동집필로 출판하였는데, 여기서 그는 십자군 전쟁의 영웅 부용의 고드프루아(Godfrey of Bouillon)와 템플러스 기사단(Knights Templar, 성당 기사단)'에 관한 내용을 다루었고, 책의 출판과 동시에 스스로 프랑크 왕국 메로빙거 왕조의 살해된 왕 다고베르트 2세(Dagobert II)의 적통을 이은 후손이라고 주장하여 프랑스 왕위를 요구하기 시작했다. 그러나 몇 건의 문서 위조와 거기에 가담한 이들과의 조직적인 공모가 있었다. 그는 1975년 자신의 성을 플랑타르 드 생클레르(Plantard de Saint-Clair)라고 개명하였다.

### 성혈과 성배 발표 이후
한편 1981년부터 그의 견해를 취재하러 온 사람이 있었고, 마이클 배전트(Michael Baigent), 리처드 레이(Richard Leigh), 헨리 링컨(Henry Lincoln) 등의 방문을 받고 그를 취재하여 성혈과 성배(Holy Blood Holy Grail)를 1982년 출판했다. 메로빙거 왕조 국왕들의 암살 경위와 프리메이슨 등의 존재, 중세 이후 프랑스 내에서 왕위를 놓고 벌어진 반란 등과 시온 수도회 이야기는 화제가 되었다. 여기에서 이들은 플랑타르의 일부 자료를 인용해서 새로운 요소를 추가했는데 메로빙거 왕조의 혈통이 계속 이어진 것과, 고대부터 프랑스 남부에서 전해지던 예수 그리스도와 막달라 마리아의 결혼 전설을 추가하여 화제가 되었다. 여기에서 이들은 시온 수도회와 템플 기사단의 목적이 예수의 혈통을 이은 메로빙거 왕조의 비밀을 보호하는 것이라 주장하여 화제가 됐다.
장 뤽 쇼멜은 플랑타르가 근거로 내세운 원본 양피지들을 헨리 링컨 등에게 알렸다. 쇼멜은 그에게 양피지들은 고대로부터 전해내려온 고문서가 아니라 현대에 날조되거나 제작된 것이었다고 하였다. 결국 1986년 플랑타르는 헨리 링컨과 결별하였다. 한편 헨리 링컨은 그의 주장이 사기성이 농후하다 해도 예수와 막달라 마리아의 결혼설과 메로빙거 왕조의 복귀를 위해서 음모를 꾸민 단체의 존재는 진실일 가능성이 있다고 주장하였다.
1984년 시온 수도회에서 사임했던 플랑타르는 1989년에 시온 수도회의 새로운 '그랜드 마스터'(단장)의 명단을 작성한다. 그런데 재정 스캔들에 휘말린 상태에서 심장병으로 사망한 로제 파트레 플라(Roger-Patrice Pelat)라는 프랑수아 미테랑 대통령의 오랜 친구가 있었다. 플랑타르가 작성한 회원 명부는 비밀리에 누군가에 의해 유출되어 시중의 화제가 되었다.

### 최후
1993년 플라의 사망 사건을 조사하던 파리법원 예심 판사 티에리 장 피에르(Tierry Jean-Pierre)에 의해 플랑타르의 가택수색이 실시되었고, 그의 집에서 비네스에서 만든 간행물이 발견됐는데, 이 문서에서는 플랑타르가 프랑스의 진정한 왕이라고 기록한 것을 발견했다. 그러나 조사에서는 플라에 관련된 어떤 문서도 발견하지 못했다. 반정부 음모로 몰려 심문당한 끝에 플랑타르는 그 문서는 거짓이라 진술하고 풀려났지만 자신을 진정한 왕이라고 주장한 것의 행위를 두고 공화국 헌법을 위반한 행위로 지목되어 엄중한 경고를 받았다. 플랑타르는 2000년에 사망했다.

## 기타

### 생클레르
그가 실제 지조르나 생클레르 가문과 관련이 있는 그 플랑타르 성씨와 관계가 있는지 여부는 정확하게 밝혀지지 않았다. 플랑타르는 바꾼 성 플랑타르 드 생클레르(Plantard de Saint-Clair)를 사용했는데, 쟝 루크 새뮤얼(Jean-Luc Chaumeil)은 이를 별칭이라 했다. 그의 성의 일부인 생클레르(Saint-Clair)는 노르망디에 있는 도시 지조르(Gisors)의 지역과 관련한 성이었다. 시온 수도원의 신화에 따르면 장 6세 플랑타르(Jean VI des Plantard)는 12세기 중에 지조르(Gisor)의 혈통에 일원과 결혼했다.

### 국내 소개
그의 견해는 1982년 대한민국 국내에도 소개되어 조선일보와 동아일보에 게재되었고 성혈과 성배의 첫 번역본이 국내에 상륙되었으나 개신교계와 가톨릭측의 항의로 대부분 절판, 소각되었다. 2000년에는 예수 그리스도와 막달라 마리아의 성적 행위 묘사가 된 니코스 카잔차키스의 소설 그리스도 최후의 유혹이 영화화된 예수의 마지막 유혹이 국내에 반입되었으나 교계의 신경질적인 반응으로 무산된 바 있다.
헨리 링컨과 마이클 배전트 등의 인터뷰 등이 실린 성혈과 성배는 2000년대 이후 예수의 마지막 유혹이라는 영화의 일화가 확산되면서 다시 인터넷을 통해 국내에 알려졌고 2005년 다시 다빈치 코드가 유행하면서 성혈과 성배의 한글 번역본이 다시 상륙되어 발간되고 있다.

## 같이 보기
- 시온 수도회
- 성혈과 성배
- 다빈치 코드 (소설)
- 다빈치 코드 (영화)
- 예수 그리스도
- 클로비스 1세
- 다고베르트 2세
- 샤를마뉴